# Europäische Klimaschutzinitiative
Die Europäische Klimaschutzinitiative (EUKI) (englisch European Climate Initiative) ist ein Finanzierungsinstrument des Bundesministerium für Wirtschaft und Klimaschutz (BMWK). Übergeordnetes Ziel der EUKI ist die Förderung der Zusammenarbeit in der Europäischen Union (EU) zur Senkung der Treibhausgasemissionen.
Die Europäische Klimaschutzinitiative finanziert grenzüberschreitende Klimaschutzprojekte öffentlicher und zivilgesellschaftlicher Akteure wie z. B. Nichtregierungsorganisationen, wissenschaftliche Institute und Kommunen. Derzeit (Stand: Juni 2022) fördert und finanziert die EUKI 157 Projekte in 31 europäischen Ländern. Mehr als 300 Durchführungsorganisationen und Durchführungspartner sind in den Projekten aktiv. Das Fördervolumen beträgt 79 Millionen Euro. Die EUKI bildet das Bindeglied zwischen Nationaler und Internationaler Klimaschutzinitiative.

## Geschichte
Im November 2016 beschloss der Deutsche Bundestag die Finanzierung der Europäischen Klimaschutzinitiative und stellte Mittel für den Bundeshaushalt 2017 bereit. Im April 2017 startete der erste EU-weite Ideenwettbewerb, bei dem 67 Projektvorschläge eingingen und 22 Projekte zur Förderung ausgewählt wurden. Im Mai 2017 wurde das EUKI-Sekretariat in den Räumen der Deutschen Gesellschaft für Internationale Zusammenarbeit (GIZ) eröffnet. Wenige Monate später, im September 2017, starteten die ersten Projekte mit ihrer Arbeit.
Während der ersten EUKI-Jahreskonferenz im Februar 2018 in Berlin wurde die Veröffentlichung eines zweiten Ideenwettbewerbs bekanntgegeben. Aus 85 Projektskizzen wählte die EUKI anschließend 22 Vorschläge zur Förderung aus. Ein dritter Ideenwettbewerb wurde im März 2019 gestartet. Auch in den Jahren 2019, 2020 und 2021 folgten weitere Ideenwettbewerbe. Aus dem 6. Ideenwettbewerb wurden 25 Projekte für die Förderung ausgewählt. Im November 2022 startet der 7. Ideenwettbewerb der EUKI.
Im März 2019 erwähnte Bundeskanzlerin Angela Merkel die Europäische Klimaschutzinitiative in ihrem wöchentlichen Videopodcast und lobte die Arbeit der Initiative und ihrer Projekte.

## Ziele
Das übergeordnete Ziel der EUKI ist, die Zusammenarbeit innerhalb der Europäischen Union zu fördern, um die Treibhausgasemissionen zu senken. Dabei konzentriert sich die Arbeit auf drei Ansätze, um öffentliche und zivilgesellschaftliche Akteure beim Klimaschutz zu unterstützen und einen transformativen Wandel in Europa zur Minderung von Treibhausgasen anzustoßen.
Konkret verfolgt die EUKI drei Ansätze:
- Bewusstsein schaffen und Wissen bündeln
- Netzwerke bilden und Erfolgsmodelle austauschen
- Kapazitäten aufbauen und Brücken zur EU-Förderung schlagen

## Projektförderung
Es gibt zwei Wege, um finanzielle Zuschüsse oder Aufträge im Rahmen der EUKI zu erhalten: Im Rahmen des jährlichen, EU-weiten Ideenwettbewerbs werden Organisationen mit zukunftsweisenden Ideen für den europäischen Klimaschutz ausgewählt. Darüber finanziert das Bundesumweltministerium bestimmte Projekte, die vorab definierte klimapolitische Ziele verfolgen.
Zielgruppen der zu finanzierenden bi- und multilateralen Maßnahmen sind Regierungen, Gebietskörperschaften, Zivilgesellschaft, Verbraucher und – soweit beihilferechtlich zulässig – die gewerbliche Wirtschaft. Der geografische Schwerpunkt liegt auf der Zusammenarbeit mit Mittel-, Ost-, Südost- und Südeuropa.

### Ideenwettbewerb
Einmal jährlich veröffentlicht die EUKI einen Ideenwettbewerb, in dem sich engagierte Akteure und grenzüberschreitende Netzwerke innerhalb der EU um eine Finanzierung bewerben können. Für die Finanzierung werden innovative Klimaschutzideen von Nichtregierungsorganisation, Behörden, gemeinnützigen Unternehmen sowie Wissenschafts- und Bildungseinrichtungen ausgewählt. Gesucht werden Projekte, in denen Partner aus zwei oder mehr EU-Ländern zusammenarbeiten. Die EUKI fördert den größten Teil ihrer Projekte über den Ideenwettbewerb. Der Ideenwettbewerb wird im Auftrag des BMWK von der Deutschen Gesellschaft für Internationale Zusammenarbeit (GIZ) umgesetzt.

### Ausschreibungen
Das BMWK beauftragt im Rahmen von Ausschreibungen ausgewählte Projekte und Studien. Diese sollen dazu beitragen, Vereinbarungen mit EU-Partnerländern und klimapolitische Ziele der deutschen Bundesregierung in Europa unmittelbar umzusetzen. Die Konzeptentwicklung für diese Vorhaben findet in Absprache mit den jeweiligen Partnerländern im Rahmen bilateraler Initiativen statt.
Außerdem vergibt das Ministerium in diesem Rahmen Aufträge zur wissenschaftlichen Begleitung und Evaluation der EUKI sowie zur Unterstützung des BMWK in Fragen der EU-Klimapolitik.

## EUKI Academy
Neben der Finanzierung unterstützt die EUKI die Stärkung von methodischen, fachlichen und kaufmännischen Kompetenzen sowie die Verbreitung von Wissen über den Klimaschutz. Entsprechende Weiterbildungsveranstaltungen werden im Rahmen der EUKI Academy angeboten. Die EUKI fördert auch die Vernetzung von Durchführern und trägt so zum Aufbau einer community of practice engagierter Experten im Klimaschutz über Fach- und Ländergrenzen hinweg bei.
Regelmäßig bietet die EUKI Webinare zu klimarelevanten Themen wie Klimapolitik oder dem Strukturwandel in Kohleregionen an. Zudem gibt es Weiterbildungen zu methodischen Themen wie Projektmanagement oder Öffentlichkeitsarbeit. Die EUKI veröffentlicht zudem Ergebnisse und Studien der finanzierten Projekte.

## Thematische Schwerpunkte und Projektbeispiele
Die Europäische Klimaschutzinitiative fördert Ideen für den grenzüberschreitenden EU-weiten Klimaschutz. Die Projekte werden sechs Themenbereichen zugeordnet:
- Klimaneutrale Mobilität
- Klimapolitik
- CO2-Entnahme und -Senken
- Energiewende und klimaneutrale Gebäude
- Sozialgerechter Strukturwandel
- Nachhaltige Wirtschaft

Gefördert werden u. a. Projekte zum sozialverträglichen Strukturwandel in Kohleregionen, zur Bewusstseinsbildung an Schulen ein Austauschprogramm für Journalisten, der Austausch zur nationalen und europäischen Klimapolitik oder die Stärkung des Radverkehrs in urbanen Gebieten.